# Imbira guaiana
Imbira guaiana es una especie de planarias terrestres en la familia Geoplanidae propia del Brasil. Es la especie tipo del género Imbira.

## Descripción
Imbira guaiana es una planaria terrestre de tamaño mediano que, mientras se arrastra, llega a medir hasta 145 milímetros de longitud y 3 milímetros de ancho. La superficie dorsal tiene un color oliva gris mientras que la superficie ventral presenta un color oliva amarillento. Sus numerosos ojos pequeños están acomodados a lo largo de sus márgenes corporales desde el extremo anterior hasta el posterior.

## Etimología
El epíteto «guaiana» se refiere al pueblo cáingang (también conocidos como guayanés o gayanás) que en el pasado habitaron la región donde la especie fue encontrada.

## Distribución
La presencia de I. guaiana solo se ha documentado en el Bosque Nacional de São Francisco de Paula en el sur de Brasil.